# 루이스 카르니글리아
루이스 안토니오 카르니글리아(스페인어: Luis Antonio Carniglia; 1917년 10월 4일, 올리보스 ~ 2001년 6월 22일, 부에노스 아이레스)는 아르헨티나의 전 선수이자 감독으로, 현역 시절 공격수로 활약하였다. 그는 1930년대 보카 주니어스에서 활약한 주요 선수이나, 1950년대에 레알 마드리드를 지휘한 것으로 가장 잘 알려져 있다.
루이스 카르니글리아는 사후 부에노스 아이레스의 라 레콜레타 공동묘지에 묻혔다.

## 선수 경력
카르니글리아는 올리보스 출신으로, 1932년에 4부 리그 클럽인 클루브 데 올리보스에서 축구를 시작하였다. 그는 그 곳에서 1년을 보낸 후 티그레에 합류하였지만, 이 곳은 그가 유년 시절부터 동경하던 보카 주니어스에 입단하기 위한 디딤돌에 불과하였는데, 그는 1936년에 청색과 금색 유니폼을 입게 되었다. 그가 처음 출전한 보카 경기는 파라나와의 친선경기로 훌륭한 활약을 펼쳤다. 가르니글리아는 3분 만에 득점을 올렸지만, 시작 5분 만에 왼팔이 골절되기도 하였다. 보카는 이 경기에서 3-0으로 이겼다. 그는 보카의 1940년 아르헨티나 1부 리그와 코파 독토르 카를로스 이바르구렌의 우승 주역이었다.
1941년, 그는 프로 무대 최대의 암초를 만났는데, 카르니글리아는 산 로렌소와의 경기에서 다리가 골절되었다. 그는 재활에만 3년을 보냈는데, 차카리타와 아틀라스에서 재활한 그는 전성기 시절의 기량을 회복하지 못했다. 그는 프랑스 디비시옹 1과 디비시옹 2에서 경력을 이어나갔는데, 툴롱과 니스에서 활약하였다. 이 중 니스에서 감독으로 전향하게 되었다. 그러나, 그의 현역 말년은 성과가 전혀 없는 것은 아니었는데, 그는 니스에서 1952년에 디비시옹 1과 쿠프 드 프랑스 우승을 경험했고, 1954년에 또다시 쿠프 드 프랑스를 우승했다.

## 감독 경력
1953년, 니스로 복귀한 후, 카르니글리아는 2년을 더 활약하다가 축구화를 벗고 영국인 조지 베리의 바통을 이어받아 니스의 신임 감독이 되었다. 그는 니스 감독 1년차에 디비시옹 1 우승의 성적을 냈다. 이듬해인 1956-57 시즌, 니스는 리그 1에서 13위의 성적을 거두었다. 카르니글리아는 이후 니스를 떠나 스페인의 거함 레알 마드리드의 감독이 되었다. 니스는 그를 대신해 프랑스인 장 루시아노를 후임 감독으로 앉혔다.
카르니글리아는 1957년 6월부터 1959년까지 레알 마드리드의 사령탑을 맡았는데, 1959년 2월부터 두 달 동안 신장통으로 지휘봉을 잠시 내려놓았었다. 당시 마드리드는 세계 최고의 축구 선수들인 알프레도 디 스테파노, 프란시스코 헨토, 레몽 코파, 그리고 엑토르 리알이 포진한 선수단이었는데, 디 스테파노는 당시 발롱도르의 수상자였다. 여기에 1957년 선수단에 호세 산타마리아와 푸슈카시 페렌츠가 1958년 합류하였다. 카르니글리아는 푸슈카시 영입 당시 찬동하는 입장이 아니었는데, 이는 푸슈카시가 1년 넘게 프로 무대에서 활약한 적이 없고 눈에 띌 정도로 과체중이었기 때문이었다. 카르니글리아는 푸슈카시가 오비에도와의 라 리가 경기에 출전하기 전까지 15kg의 체중을 감량케 채찍질했다. 카르니글리아는 1959년 유러피언컵 결승전에서 푸슈카시를 출전 명단에서 제외되었는데, 그에 따라 카르니글리아는 산티아고 베르나베우 레알 마드리드 회장에 의해 해임되었다. 카르니글리아는 감독으로 전향한 후 레알 마드리드 사령탑으로서 가장 성공적인 시기를 보냈는데, 유러피언컵을 2번 우승하였다: 1958년에는 결승전에서 밀란에 3-2로, 1959년에는 랭스에 2-0으로 이겼다. 그는 1958년에 라 리가 우승을 차지하기도 했다.
카르니글리아는 ACF 피오렌티나와 바리의 감독을 잠깐 맡고 1961년에 로마의 감독이 되었다. 그는 로마 감독으로 1961년에 페어스컵을 우승했다. 1963년 시즌 도중, 카르니글리아는 구단 수뇌부와 마찰을 겪고 사퇴하였고, 그가 1958년에 마드리드를 이끌고 이긴바 있는 밀란의 감독이 되었다. 밀란은 당시 유러피언컵 정상에 오른 구단으로 인터콘티넨털컵에 참가했다. 밀란의 상대는 브라질의 산투스로 펠레를 주축 선수로 둔 위협적인 상대였다. 밀란은 밀라노에서 1차전 경기를 4-2로 이겼는데, 산투스에 허용한 2실점은 모두 펠레에 당한 것이었다. 2차전을 앞두고 아르헨티나인 주심이 매수당했다는 소문이 돌기 시작했는데, 밀란이 그에 따라 심판 교체를 요청했지만 묵살당했다. 2차전에서는 산투스가 부상당한 펠레 없이 4-2로 이겼다. 두 경기에서 동률로 팽팽한 균형을 유지하던 두 구단 간의 맞대결 승자는 2차전 종료 48시간 만에 산투스에서 벌어진 3차전에 가려졌다. 승자를 가리기 위한 3차전에서 조반니 트라파토니가 페널티 구역에서 산투스 선수를 넘어뜨린 것으로 보였는데, 산투스의 페널티킥이 선언되어, 이것이 실점으로 이어졌다. 체사레 말디니는 격렬히 항의하다 퇴장당했고, 경기는 산투스에 0-1로 패하는 것으로 끝이 났다.

## 은퇴 후
감독직 은퇴 후, 카르니글리아는 실비오 마르솔리니 감독을 보좌할 보카 주니어스의 단장이 되었다. 그는 아르헨티나 축구 선수들의 노동조합인 아르헨티나 축구인 노조(FAA)의 초대 회장으로 선임되었다.

## 수상

### 감독
니스
- 디비시옹 1: 1955–56

레알 마드리드
- 라 리가: 1957–58
- 유러피언컵: 1957–58, 1958–59

로마
- 인터시티스 페어스컵: 1960–61

## 같이 보기
- UEFA 챔피언스리그 우승 감독 목록

## 참고 문헌
- Barreaud, Marc (1998). 《Dictionnaire des footballeurs étrangers du championnat professionnel français (1932–1997)》. L'Harmattan, Paris. ISBN 2-7384-6608-7.